# Contea di Cumberland (Canada)
La contea di Cumberland è una contea della Nuova Scozia in Canada. Al 2006 contava una popolazione di 32.046 abitanti.